# Helmut Winschermann
Helmut Winschermann (Mülheim an der Ruhr, 22 de marzo de 1920 - Bonn, 4 de marzo de 2021) fue un oboísta clásico, director de orquesta y profesor académico alemán. Fundó el conjunto Deutsche Bachsolisten para actuaciones históricamente informadas, y fue su director desde 1960 hasta su muerte. Hicieron muchas grabaciones y realizaron giras internacionales, especialmente a Japón.

## Vida y carrera
Winschermann nació en Mülheim an der Ruhr en 1920. Primero estudió violín en la Folkwangschule, donde le señalaron el oboe que estudió con Johann Baptist Schlee. Estudió también en el Conservatorio de París. Después de solo un año de estudios de oboe, se incorporó a la orquesta municipal de Witten, seguida de Bad Homburg y Oberhausen. Sirvió en el ejército en la Segunda Guerra Mundial. Después de la guerra, fue director de oboe de la Hr-Sinfonieorchester.
Con el flautista Kurt Redel y el clavecinista Irmgard Lechner, fue cofundador del conjunto de música de cámara Collegium Pro Arte, más tarde llamado Collegium Instrumentale Detmold.
En 1956 fue nombrado director principal del departamento de oboe en la Hochschule für Musik Detmold, habiendo enseñado allí desde 1948, cuando se fundó la institución. Entre sus alumnos estaban Hansjörg Schellenberger, Fumiaki Miyamoto, Ingo Goritzki, Günther Passin y Gernot Schmalfuß. Ocupó la cátedra hasta su jubilación en 1985.
Grabó el cuarteto con oboe de Mozart en fa mayor (K.370) con el Kehr Trio, publicado en 1957 en Teldec LGX 66065 en el Reino Unido. Mantuvo una agenda de giras como solista y colaboraba frecuentemente con la Cappella Coloniensis, la orquesta dirigida por Karl Ristenpart y la Orquesta de Cámara de Stuttgart de Karl Münchinger.
Winschermann fundó el conjunto instrumental Deutsche Bachsolisten en 1960, con el fin de proporcionar interpretaciones históricamente informadas de la música de Johann Sebastian Bach y sus contemporáneos barrocos. Inicialmente dividió su tiempo entre tocar el oboe y dirigir el grupo, pero luego se centró en la dirección únicamente. Bajo su dirección han realizado multitud de grabaciones y realizado numerosas giras a nivel internacional. Son particularmente populares en Japón, habiendo visitado aquel país al menos 14 veces.
En 2010, el grupo celebró su 50 aniversario en un concierto en el Beethovenhalle de Bonn, con Winschermann, de 90 años, dirigiendo su propia orquestación de las Variaciones Goldberg de Bach. Cumplió 100 años en marzo de 2020. Fue encontrado muerto en su casa de Bonn el 4 de marzo de 2021.

## Honores
- En 1970, Winschermann recibió la Cruz de Oficial de la Orden del Mérito de la República Federal de Alemania.[12]
- En 1992, fue nombrado miembro honorario de la Royal Academy of Music de Londres.[3][13]
- En 2013, recibió el Premio Telemann de Magdeburgo.[14][15]